# PrimePages
The PrimePages es un sitio web sobre números primos vinculada a la Universidad de Tennessee en Martin. En 2018, la página era mantenida por Chris Caldwell.

## Actividades
El sitio contiene la lista de los «5000 números primos más grandes conocidos», números primos más pequeños seleccionados de formas especiales y muchas listas de los «veinte principales» para números primos de varias formas. A agosto de 2025, el primo de mayor tamaño número 5000 tenía alrededor de 710 000 dígitos.
PrimePages contiene artículos sobre números primos y test de primalidad. Incluye «The Prime Glossary» con artículos sobre cientos de glosas relacionadas con números primos y «Prime Curios», con miles de curiosidades sobre números específicos.
La base de datos comenzó como una lista de megaprimos (primos con al menos 1000 dígitos decimales) iniciada por Samuel Yates. En los años siguientes, todo el top-5000 ha consistido en megaprimos (primos con al menos 10 000 dígitos decimales). Los primos de formas especiales se mantienen en las listas actuales si son titánicos y en el top-20 o top-5 por su forma.